# Lichtenberg (Baviera)
Lichtenberg è una città di 1 136 abitanti della Baviera, in Germania.

Appartiene al circondario di Hof ed è capoluogo della Verwaltungsgemeinschaft Lichtenberg.